# Pseudobactricia ridleyi
Pseudobactricia ridleyi är en insektsart som först beskrevs av Kirby 1904.  Pseudobactricia ridleyi ingår i släktet Pseudobactricia och familjen Diapheromeridae. IUCN kategoriserar arten globalt som utdöd. Inga underarter finns listade i Catalogue of Life.